# 劉克家
劉克家，順天府保定縣人，清朝官员。

## 生平
順治二年（1645年）舉乙酉科順天府鄉試，順治三年（1646年）聯登丙戌科進士，后升任戶部郎中。順治十四年（1657年），升任广东按察使司佥事、罗定道。